# لسوسيبيرسك
لسوسيبيرسك (بالروسية: Лесосибирск) هي إحدى مدن روسيا في الكيان الفدرالي الروسي كراسنويارسك كراي.
يبلغ عدد سكانها 61,139 نسمة (حسب إحصاء عام 2010).